# Juan Estelrich March
Juan Estelrich March (Barcelona, 1927 - Madrid, 1993) fue un director de cine español. 

## Biografía
Era hijo de Joan Estelrich. Trabajó como ayudante de dirección junto a grandes directores de la época, como Juan Antonio Bardem, Orson Welles, Anthony Mann y Luis García Berlanga. Con este último compartió la dirección de Se vende un tranvía en 1959.
Escribió también, junto a Rafael Azcona, el guion de El anacoreta en 1976. Con esta película representó a España en el Festival Internacional de Cine de Berlín en 1977. También trabajó como director de producción con Luis Buñuel y Fernando Fernán Gómez.

## Filmografía
- Se vende un tranvía, 1959 (ayudante de dirección).
- La batalla de las Ardenas, 1965 (asistente de producción).
- Les combinards, 1966 (ayudante de dirección, escenas en Madrid).
- El anacoreta, 1976 (director y guionista).

## Premios
Medallas del Círculo de Escritores Cinematográficos
| Año  | Categoría   | Película     | Resultado |
| ---- | ----------- | ------------ | --------- |
| 1976 | Mejor guion | El anacoreta | Ganador   |